# Saulė
Saulė (în lituaniană Saulė, în letonă Saule) este o zeiță solară, divinitatea solară comună baltică din mitologiile lituaniană și letonă. Substantivul Saulė / Saule în limbile lituaniană și letonă este, de asemenea, numele convențional pentru Soare și provine din numele proto-baltic *Sauliā > *Saulē.

## Reprezentare
Saulė este una dintre cele mai puternice zeități, zeița vieții și a fertilității, a căldurii și a sănătății. Ea este patroana celor nefericiți, mai ales a celor orfani. Cuvintele lituanian și leton pentru „lume” (pasaulis și pasaule) sunt traduse ca „[un loc] sub Soare”. 
Saulė este menționată într-una din cele mai vechi surse scrise despre mitologia lituaniană. Potrivit traducerii slave a Cronicii de către John Malalas (1261), un fierar slab pe nume Teliavelis a făcut soarele și l-a aruncat în cer. Misionarul Ieronim din Praga (Jeroným Pražský, aproximativ 1369-1440) a petrecut trei ani încercând să creștineze Lituania și mai târziu a povestit un mit despre răpirea zeiței Saulė. Ea a fost ținută prizonieră într-un turn de către un rege puternic și salvată de zodiac cu ajutorul unui baros imens. Ieronim din Praga a jurat că a asistat personal la ciocanul venerat de localnici.

## Familie

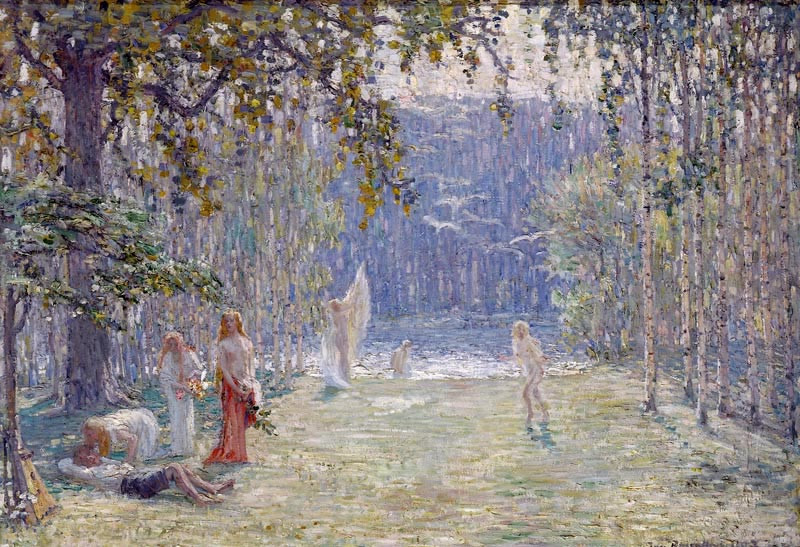
O pictură din jurul anului 1912 de Janis Rozentāls, care prezintă fiicele lui Saule (Saules meitas)

Saulė și Mēnuo / Mēness (Luna) au fost soție și soț. Mėnuo s-a îndrăgostit de Aušrinė (steaua dimineții sau Venus). Pentru infidelitatea sa, Perkūnas (zeul tunetului) l-a pedepsit pe Mėnuo. Există diferite relatări ale pedepsei. O versiune spune că Mėnuo a fost tăiat în două bucăți, dar el nu a învățat din greșelile sale și astfel pedeapsa este repetată în fiecare lună. O altă versiune susține că Mėnuo și Saulė au divorțat, dar ambii au vrut s-o vadă pe fiica lor Žemyna (pământ). Acesta este motivul pentru care Saulė -  soarele strălucește în timpul zilei, în timp ce luna - Mēnuo îl vizitează noaptea. O a treia versiune susține că fața lui Mėnuo a fost desfigurată fie de Dievas (zeul suprem), fie de Saulė.
În alte mituri, Aušrinė este descrisă ca fiică și servitoare a lui Saulė. Aušrinė aprinde focul pentru Saulė și o pregătește pentru călătoria zilnică prin cer. Vakarinė (steaua serii) îi face patul lui Saulė seara. În mitologia lituaniană, Saulė a fost mama altor planete: Indraja (Jupiter), Sėlija (Saturn), Žiezdrė (Marte), Vaivora  Mercur).

## Sărbători
Saulė a fost sărbătorită în timpul solstițiului de vară. Lituanianul Rasos (transformat în Festivalul Sfântul Ioan de creștinism) și letonianul Līgo (transformat în Jāņi) implica efectuarea de coroane de flori în căutarea florii magice, focuri de tabără, dansuri în jurul focului și sărituri peste foc, precum și întâmpinarea soarelui când răsare la cca. ora 4 dimineața următoare. Este sărbătoare tradițională cea mai plină de bucurie. Solstițiul de iarnă este sărbătorit ca întoarcerea lui Saulė. Creștinismul a absorbit sărbătorile Kūčios din Lituania și Ziemassvētki din Letonia în sărbătoarea Crăciunului Alte sărbători au avut loc în jurul echinocțiilor.

## Vezi și
- Listă de zei după zona geografică